# اشرفیه خنازیر
اشرفیه خنازیر (به عربی: الأشرفیة خنازیر) یک روستا در سوریه است که در ناحیه عوج واقع شده‌است. اشرفیه خنازیر ۳۹۷ نفر جمعیت دارد.